# Parc olympique de Turin
 (mars 2022).
Si vous disposez d'ouvrages ou d'articles de référence ou si vous connaissez des sites web de qualité traitant du thème abordé ici, merci de compléter l'article en donnant les références utiles à sa vérifiabilité et en les liant à la section « Notes et références ».
Le parc olympique de Turin est un parc créé pour gérer toutes les installations utilisées pour les Jeux olympiques d'hiver de 2006 à Turin, Italie, et les installations autour de la région de Turin.

## Installations
Les installations et les emplacements comprennent :
- Bardonèche (snowboard)
- Cesana Pariol (bobsleigh, luge, et skeleton)
- Cesana San Sicario (ski alpin et biathlon)
- Oval Lingotto (patinage de vitesse)
- Palasport Olimpico (hockey sur glace)
- Palavela (patinage artistique et patinage de vitesse sur piste courte)
- Pinerolo (curling)
- Pragelato (ski de fond, combiné nordique et saut à ski)
- Sauze d'Oulx (ski acrobatique)
- Sestrières (ski alpin)
- Stade olympique (cérémonies d'ouverture et de clôture)
- Torino Esposizioni (hockey sur glace).